# Воронцов, Михаил Семёнович (боярин)

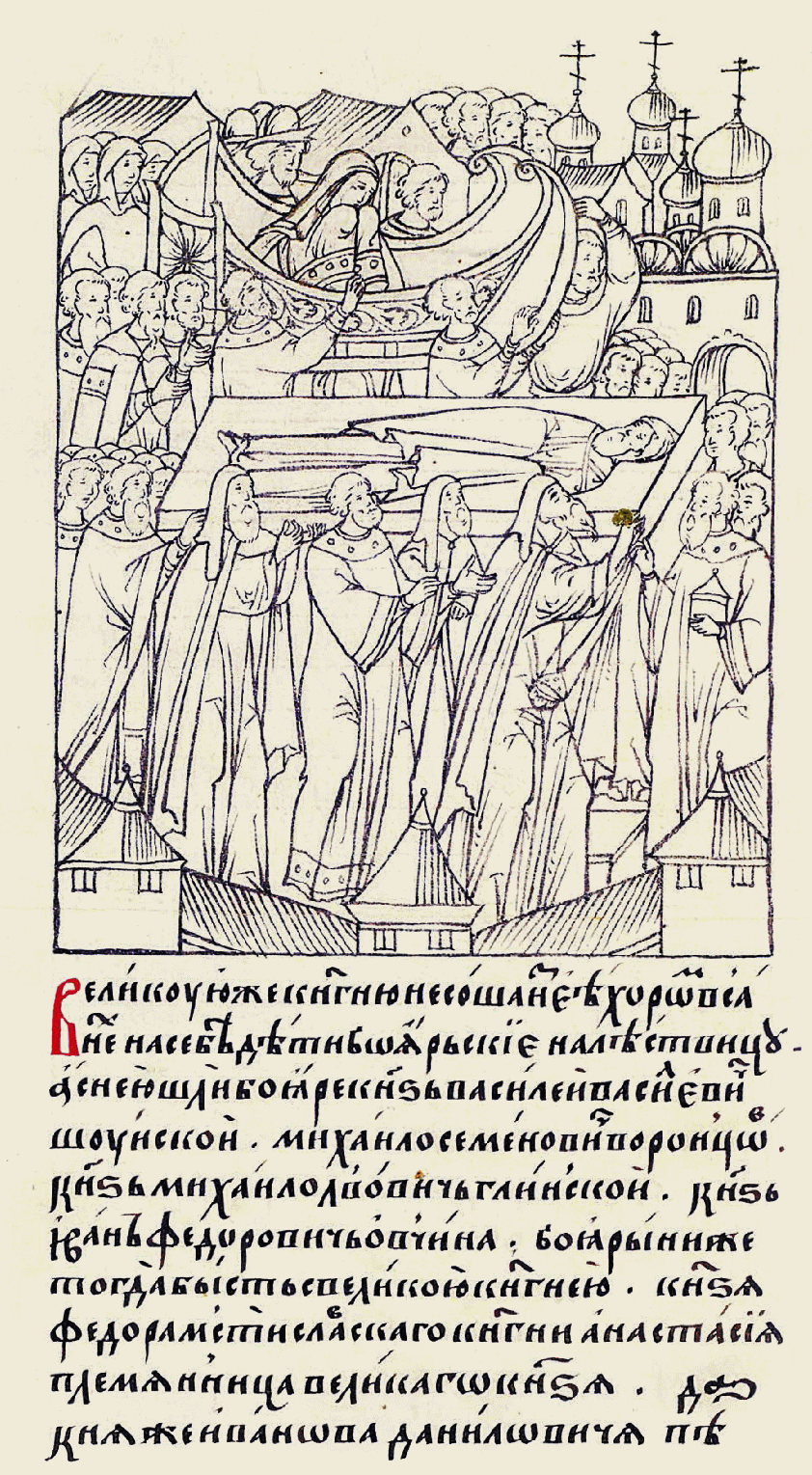
Боярин на похоронах Василия III

Михаил Семёнович Воронцов — дворянин, воевода и боярин на службе у Московских князей Василия III и Ивана IV.

## Происхождение и семья
Один из представителей дворянского рода Воронцовых. Потомок в IX поколении от боярина Протасия Фёдоровича, общего предка Воронцовых и Вельяминовых. Старший сын Семёна Ивановича Воронцова. Вместе с ним служили братья Дмитрий, Иван-Фока и Фёдор. Имел трёх сыновей Василия, Юрия и Ивана, которые все были боярами.

## Служба при Василии III
В 1513 г. во время похода на Смоленск, участвовал в разорении литовских земель от Орши и Друцка до Браслава. В 1514 году во время похода Василия III на Смоленск стоял в Туле для защиты от нападения со стороны крымского ханства, как второй воевода полка правой руки. В 1517 году стоял на Мещере, на Толстике с передовым полком, откуда послан на реку Вашана. В 1519 был вторым воеводой под командованием князя И. М. Воротынского на берегу Оки и в Мещере. В июне 1521 года находился в Мещере. В 1524 году ходил как второй воевода с большим полком под Казань, участвовал в разгроме казанцев в битве на реке Свияге. В июле 1531 года стоял на берегу Оки на Девиче третьим воеводой.

## Служба при малолетнем Иване IV
В апреле 1536 года был переведен из Новгорода, где был наместником, воеводой в Мелвятицы. Умер в 1539 году.